# I cospiratori (film 1970)
I cospiratori (The Molly Maguires) è un film del 1970, diretto da Martin Ritt. Il film ottenne una candidatura all'Oscar per la miglior scenografia.

## Trama
Sotto falso nome, un detective della Pinkerton s'infiltra in un'organizzazione sindacale estremista di minatori irlandesi in Pennsylvania. Tra lui e il capo della società segreta (denominata Molly Maguires), che si dedica al sabotaggio, nasce una vera amicizia. Ma l'agente, alla fine, tradirà i compagni per restare fedele al suo compito istituzionale.

## Produzione
Il film fu prodotto dalla Paramount Pictures e dalla Tamm Productions con un budget stimato di 11 milioni di dollari. Venne girato in Pennsylvania.

## Distribuzione
Distribuito dalla Paramount Pictures, il film venne presentato in prima in Pennsylvania, dove la storia è ambientata, il 28 gennaio 1970 per poi uscire in sala a New York l'8 febbraio.
Nel 2009, una copia restaurata del film venne presentata il 14 maggio al Festival di Cannes. Nella copia restaurata ci sono sequenze di scene che erano state tagliate per motivi non precisi e che aggiunte sono state ridoppiate da doppiatori diversi e per cui si nota il cambio di voce e la ripresa poi del doppiaggio originale.

## Riconoscimenti
- Nomination all'Oscar per la migliore scenografia